# GP van Frankrijk MX2 2006
De Grote Prijs van Frankrijk 2006 in de MX2-klasse motorcross werd gehouden op 16 september 2006 op het circuit van Ernée. Het was de laatste Grote Prijs van het wereldkampioenschap. 
De achttienjarige Fransman Christophe Pourcel wist in eigen land zijn eerste wereldtitel te behalen. Hij moest de overwinning in beide reeksen weliswaar overlaten aan de Italiaan Antonio Cairoli, zijn naaste belager in de strijd om de wereldtitel, maar hield voldoende voorsprong over in de eindstand. Cairoli, de wereldkampioen van het jaar voordien, bleef uiteraard tweede in de eindstand, vóór zijn jonge landgenoot David Philippaerts, die van plan was om het volgende seizoen in de MX1-klasse uit te komen.

## Uitslag eerste reeks
| Plaats | Naam               | Land |
| ------ | ------------------ | ---- |
| 1      | Antonio Cairoli    | ITA  |
| 2      | Christophe Pourcel | FRA  |
| 3      | David Philippaerts | ITA  |
| 4      | Carl Nunn          | GBR  |
| 5      | Patrick Caps       | BEL  |
| 6      | Nicolas Aubin      | FRA  |
| 7      | Tyla Rattray       | RSA  |
| 8      | Marc de Reuver     | NED  |
| 9      | Billy Mackenzie    | GBR  |
| 10     | Rui Gonçalves      | POR  |

## Uitslag tweede reeks
| Plaats | Naam                   | Land |
| ------ | ---------------------- | ---- |
| 1      | Antonio Cairoli        | ITA  |
| 2      | Marc de Reuver         | NED  |
| 3      | David Philippaerts     | ITA  |
| 4      | Christophe Pourcel     | FRA  |
| 5      | Carl Nunn              | GBR  |
| 6      | Tyla Rattray           | RSA  |
| 7      | Rui Gonçalves          | POR  |
| 8      | Manuel Monni           | ITA  |
| 9      | Pierre-Alexandre Renet | FRA  |
| 10     | Nicolas Aubin          | FRA  |

## Eindstand Grote Prijs
| Plaats | Naam               | Land | Punten |
| ------ | ------------------ | ---- | ------ |
| 1      | Antonio Cairoli    | ITA  | 50     |
| 2      | David Philippaerts | ITA  | 40     |
| 3      | Christophe Pourcel | FRA  | 40     |
| 4      | Marc de Reuver     | NED  | 35     |
| 5      | Carl Nunn          | GBR  | 34     |
| 6      | Tyla Rattray       | RSA  | 29     |
| 7      | Nicolas Aubin      | FRA  | 26     |
| 8      | Rui Gonçalves      | POR  | 25     |
| 9      | Billy Mackenzie    | GBR  | 21     |
| 10     | Tommy Searle       | GBR  | 19     |

## Eindstand wereldkampioenschap
| Plaats | Naam                   | Land | Punten |
| ------ | ---------------------- | ---- | ------ |
| 1      | Christophe Pourcel     | FRA  | 581    |
| 2      | Antonio Cairoli        | ITA  | 563    |
| 3      | David Philippaerts     | ITA  | 480    |
| 4      | Tyla Rattray           | RSA  | 475    |
| 5      | Marc de Reuver         | NED  | 408    |
| 6      | Carl Nunn              | GBR  | 377    |
| 7      | Rui Gonçalves          | POR  | 325    |
| 8      | Tommy Searle           | GBR  | 315    |
| 9      | Billy Mackenzie        | GBR  | 302    |
| 10     | Sébastien Pourcel      | FRA  | 298    |
| 11     | Gareth Swanepoel       | RSA  | 286    |
| 12     | Alessio Chiodi         | ITA  | 229    |
| 13     | Kenneth Gundersen      | NOR  | 223    |
| 14     | Manuel Monni           | ITA  | 196    |
| 15     | Aigar Leok             | EST  | 160    |
| 16     | Davide Guarneri        | ITA  | 153    |
| 17     | Matti Seistola         | FIN  | 150    |
| 18     | Anthony Boissière      | FRA  | 112    |
| 19     | Pierre-Alexandre Renet | FRA  | 106    |
| 20     | Maximilian Nagl        | GER  | 103    |